# Calathea clivorum
Calathea clivorum är en strimbladsväxtart som beskrevs av H.A.Kenn. Calathea clivorum ingår i släktet Calathea och familjen strimbladsväxter. Inga underarter finns listade.